# Oratorio dei Santi Andrea e Francesco da Paola delle Fratte
L'oratorio dei Santi Andrea e Francesco da Paola delle Fratte era un oratorio minuscolo che sorgeva di fronte alla chiesa di Sant'Andrea delle Fratte, all'angolo tra la via di Sant'Andrea delle Fratte e la via della Mercede, nel rione Colonna di Roma. Era dedicato sia a sant'Andrea apostolo che a san Francesco da Paola. 

## Storia
L'oratorio sorse dopo il periodo nel quale la chiesa di Sant'Andrea era stata la chiesa nazionale degli scozzesi e dopo la nascita di un ospizio annesso per i pellegrini, l'ospizio scozzese (che non si deve confondere con il collegio scozzese), lì fondato intorno al 1450 (la data è incerta) dopo la scomparsa di un monastero agostiniano che sorgeva in quel punto.
L'ospizio era il punto di riferimento per gli scozzesi che si trovavano a Roma in pellegrinaggio quando la Scozia era un regno indipendente. Tuttavia, a causa della Riforma scozzese all'inizio del XVI secolo, il flusso di pellegrini cessò di fatto e, a metà dello stesso secolo, l'istituzione stessa terminò le attività. L'edificio venne affidato alle cure della famiglia Del Bufalo, i cui membri erano dei noti benefattori della chiesa di Sant'Andrea. Nel 1578, il complesso e la sua chiesa furono ceduti alla Confraternita del Santissimo Sacramento, un'organizzazione laica e pia che promise di creare nell'edificio una nuova parrocchia. Ma il compito risultò troppo alto per le risorse dei suoi membri e, nel 1585, tutto il complessò passò ai frati minimi, un ordine fondato da san Francesco da Paola. Essi diedero vita alla parrocchia, fecero edificare un nuovo monastero per viverci e fecero ricostruire la chiesa (che si guadagnò l'epiteto "delle Fratte").
Ciononostante, una parte della confraternita si rifiutò di accettare questa decisione e prese possesso della casa di fronte alla chiesa, che in precedenza apparteneva all'ospizio. Essi fondarono un oratorio e iniziarono a gestire il luogo come un piccolo ospizio per gli esiliati cattolici scozzesi e i pochi pellegrini che si recavano ancora a Roma. Poiché si trattava di un compito ritenuto utile e necessario, la diocesi di Roma lasciò che lo facessero. Eppure, all'inizio del XVII secolo il punto focale delle attività degli scozzesi espatriati nell'Urbe sarebbe divenuta la chiesa di Sant'Andrea degli Scozzesi. Dopo che la confraternita fece un ultimo sforzo per unire la sua proprietà al patrimonio del collegio scozzese, il gruppo finì per vivere come una confraternita eucaristica nella parrocchia di Sant'Andrea delle Fratte. Ciò portò a una riconciliazione con i frati minimi, motivo dell'aggiunta della dedica dell'oratorio a san Francesco.
Tutto ciò continuò fino al 1874 circa, quando la confraternita decise di vendere il complesso assieme all'oratorio, a seguito di una riorganizzazione del gruppo, che si trasformò nella Confraternita del Divino Amore e Sant'Andrea, che decise di non aver più bisogno di un suo oratorio. Pertanto, il piccolo edificio venne sconsacrato e forse divenne un appartamento. Alla fine del XIX secolo, l'edificio venne demolito e venne sostituito da un altro palazzo.

## Descrizione

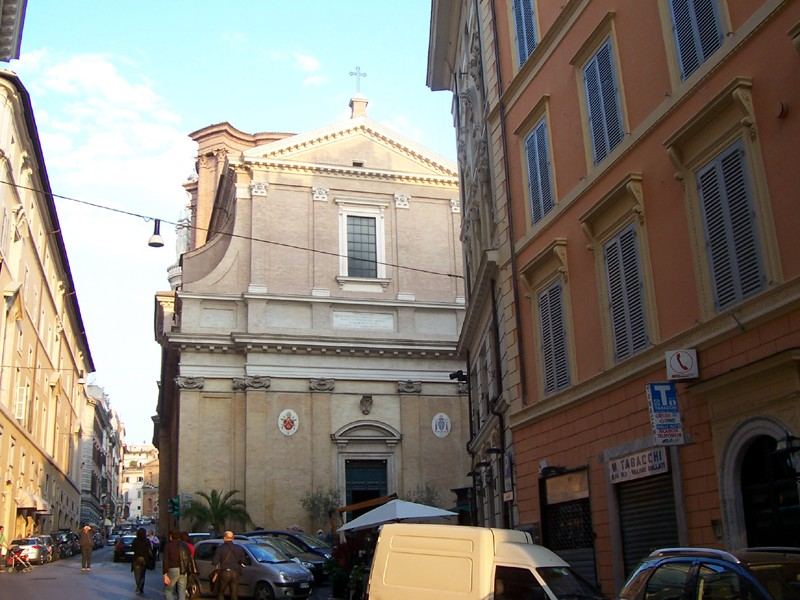
Il punto dove sorgeva l'oratorio, oggi occupato dal palazzo a destra in via della Mercede, in una foto del 2008

La linea delle facciate dei palazzi di via della Mercede venne arretrata quando venne demolito l'edificio. Per questo motivo il punto dove sorgeva l'oratorio è attraversato dalla facciata di un edificio moderno all'angolo; la parete destra si trovava dove oggi si trovano i tavoli di una trattoria che attualmente occupa il piano terra del palazzo odierno. L'oratorio propriamente detto aveva una pianta rettangolare con un'abside minuscola della stessa forma.